# Tuvalu op de Oceanian Futsal Championship 2011
Het Tuvaluaans zaalvoetbalteam was een van de deelnemende teams op de Oceanian Futsal Championship 2011 in Suva in Fiji. Waar ze voor de derde keer mee deden.

## Wedstrijden op de Oceanian Futsal Championship

### Groep B

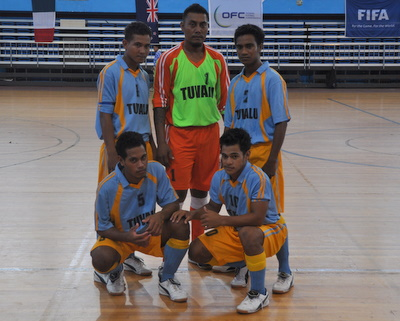
Het nationale zaalvoetbalteam van Tuvalu 2011

| Land             | Wed | Win | Gel | Ver | DV | DT | +/− | Pnt |
| ---------------- | --- | --- | --- | --- | -- | -- | --- | --- |
| Salomonseilanden | 3   | 3   | 0   | 0   | 30 | 5  | 25  | 9   |
| Tahiti           | 3   | 1   | 1   | 1   | 8  | 3  | 5   | 4   |
| Nieuw-Caledonië  | 3   | 1   | 1   | 1   | 18 | 16 | 2   | 4   |
| Tuvalu           | 3   | 0   | 0   | 3   | 3  | 33 | -30 | 0   |

### Wedstrijden
|                   |                                                                                        |          |        |                                                                     |
| 16 mei 2011 13:00 | Tahiti                                                                                 | 6-0      | Tuvalu | Vodafone Arena, Suva Toeschouwers: 400 Scheidsrechter: Rajnish Dave |
| 16 mei 2011 13:00 | Turinoho 3'26"' Tutavae 5'31"', 28'32"' Faarahia 10'45"' Maperi 24'33"' Maihuri 25'40' | (Report) |        | Vodafone Arena, Suva Toeschouwers: 400 Scheidsrechter: Rajnish Dave |

|                   |                  |          | |                                                                        |
| 17 mei 2011 15:00 | Tuvalu           | 1-11     | Nieuw-Caledonië | Vodafone Arena, Suva Toeschouwers: 500 Scheidsrechter: Make Teraimaeve |
| 17 mei 2011 15:00 | Ionatana 13'38"' | (Report) | Pourouro 4'38"' Drudi 5'00"' Paulin (7'32"', 39'08"' Humuni 18'04"' Caunes 18'30"' Guitton 26'35"', 27'09"', 38'14"' Thepinier 28'35"' Tchovanili 33'30"' | Vodafone Arena, Suva Toeschouwers: 500 Scheidsrechter: Make Teraimaeve |

|                   |        |          | |                                                                   |
| 18 mei 2011 15:00 | Tuvalu | 0-16     | Salomonseilanden | Vodafone Arena, Suva Toeschouwers: 1000 Scheidsrechter: Paul Coic |
| 18 mei 2011 15:00 |        | (Report) | Ragomo (1'31"', 22'32"', 35'37"', 38'38"', 38'54"', 39'05"', 39'23"' Egeta ((1'57"', 11'40"' Osifelo (4'04"', 4'39' Lea'Alafa (9'51"' Sikwa'Ae (10'33"' Makau (14'30"', 16'31"' Wetney (32'11"' | Vodafone Arena, Suva Toeschouwers: 1000 Scheidsrechter: Paul Coic |

### 7th-8th plaats finale
|                   |                           |          |                                         |                                                                   |
| 19 mei 2011 13:00 | Tuvalu                    | 2-3      | Kiribati                                | Vodafone Arena, Suva Toeschouwers: 400 Scheidsrechter: Rex Kamusu |
| 19 mei 2011 13:00 | Uaelesi 16'13"' Petaia ?' | (Report) | Keakea 13'53"', 26'14"' Teuaika 17'11"' | Vodafone Arena, Suva Toeschouwers: 400 Scheidsrechter: Rex Kamusu |

## Selectie

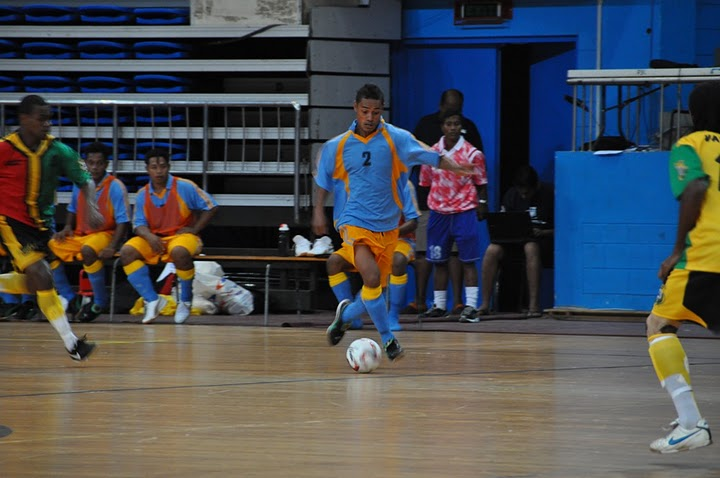
Sogivalu tegen Salomonseilanden

| Positie    | Naam              | Club          | Land            | Interlands (doelpunten) |
| ---------- | ----------------- | ------------- | --------------- | ----------------------- |
| Doelman    | Siopepa Tailolo   | Lakena United | Vlag van Tuvalu | 13 (0)                  |
| Verdediger | Raj Sogivalu      | Nauti FC      | Vlag van Tuvalu | 4 (0)                   |
| Verdediger | Malona Taukatea   | Lakena United | Vlag van Tuvalu | 10 (0)                  |
| Verdediger | James Lepaio      | FC Tofaga     | Vlag van Tuvalu | 4 (0)                   |
| Verdediger | Jeff Maleko       | Nauti FC      | Vlag van Tuvalu | 4 (0)                   |
| Verdediger | Matti Uaelesi     | Lakena United | Vlag van Tuvalu | 4 (2)                   |
| Aanvaller  | Ben Petaia        | Nui           | Vlag van Tuvalu | 4 (0)                   |
| Aanvaller  | Taufaiva Ionatana | Nauti FC      | Vlag van Tuvalu | 4 (1)                   |
| Aanvaller  | Meauma Petaia     | Tamanuku      | Vlag van Tuvalu | 4 (1)                   |
| Aanvaller  | George Panapa     | FC Tofaga     | Vlag van Tuvalu | 4 (0)                   |
| Aanvaller  | Lutelu Tiute      | FC Tofaga     | Vlag van Tuvalu | 4 (0)                   |
| Aanvaller  | Etimoni Timuani   | Lakena United | Vlag van Tuvalu | 4 (0)                   |

### Technische staf
- Taki Vave: bondscoach